# Archaeromma nearctica
Archaeromma nearctica är en stekelart som beskrevs av Yoshimoto 1975. Archaeromma nearctica ingår i släktet Archaeromma och familjen bälgnacksteklar. Inga underarter finns listade i Catalogue of Life.